# Antoni Vidal Miquel
Antoni Vidal Miquel (es Castell, 29 de juny de 1934) és un fotògraf menorquí. La seva obra abraça el retrat, els oficis artesans, l'arquitectura, els paisatges, especialment de la seva illa natal i les seves roques i mar, i els vegetals. Destaquen els retrats de persones vinculades a la cultura catalana: artistes, arquitectes, escriptors, etc. com Salvador Dalí, Joan Miró, Antoni Tàpies, Joan Ponç, o Mercè Rodoreda, entre d'altres. És autor de més de trenta cartells i diversos llibres il·lustrats. El 2008 va rebre la Taula d'Or del Premi Maria Lluïsa Serra, del Consell de Menorca i el 2019 la Creu de Sant Jordi de la Generalitat de Catalunya.
Va ser gardonat amb la Creu de Sant Jordi l'any 2019 "per la seva gran tasca fotogràfica, que l'encimbella com un dels grans retratistes catalans del segle XX".
Vidal ha exposat la seva obra en espais emblemàtics com el Museu de Montserrat, on el 2011 va presentar l'exposició «Dones», amb introducció de J. Corredor-Matheos. El 2014, a la Fundació Palau de Caldes d'Estrac, Julià Guillamon va comissariar «Toni Vidal retrata la cultura catalana dels setanta». A l'Espai Betúlia de Badalona, el 2015, Isabel Graña va introduir «Menorca tot just ahir... i encara», una mostra de la seva mirada íntima sobre l'illa.
Vidal també és autor de llibres i carpetes fotogràfiques que han deixat una empremta notable. Entre ells destaca Roques (1987), un projecte autoeditat amb textos de figures com Joan Brossa i Miquel Martí i Pol. La seva fascinació per Menorca es reflecteix a Menorca tot just ahir (2005) i Roques de Menorca, publicats per Triangle Postals. Altres obres inclouen Terres de llicorella. Imatges del Priorat (2009), en col·laboració amb August Bover, o Una mirada enrere. Eivissa als inicis dels anys setanta (2010), una evocació dels canvis a l'illa pitiüsa.
El seu talent ha estat reconegut amb diversos guardons, com el II Premi Ramón Dimas, d'Áncora y Delfín, el 1968 i un premi internacional atorgat pel Govern de Noruega el 1982 per una col·lecció de cartells turístics. També ha rebut el Premi Miquel dels Sants Oliver el 2000, gràcies a les fotografies de Menorca tot just ahir, i la Taula d'Or del Premi Maria Lluïsa Serra el 2008, que valora la seva defensa del patrimoni menorquí.